# Little Island (Tasmanien)
Little Island är en granitö på omkring tre hektar utanför Tasmanien, Australien. Ett flertal havsfågelarter och vadare häckar på ön, däribland dvärgpingvin, kortstjärtad lira, fregatthavslöpare, grovnäbbad trut, skräntärna och sotstrandskata.